# Gloeomargarita
Gloeomargarita ist eine Gattung von Cyanobakterien (Blaugrünbakterien) mit nur einer einzigen bekannten Art, Gloeomargarita lithophora.
Die Gattung ist nach Vorschlag Schwesterklade der endosymbiotischen Plastiden in den Archaeplastida (Pflanzen im weiteren Sinn). Diese sind nach der Endosymbiontentheorie aus Cyanobakterien hervorgegangen, die von heterotrophen Eukaryoten in einem singulären endosymbiotischen Ereignis vor etwa 1,4 Milliarden Jahren eingefangen worden, wodurch die Ur-Archaeplastiden entstanden.
Das Entstehen der Plastiden-Endosymbiose bedeutet den Beginn der Photosynthese bei Eukaryoten.
Daher ist die evolutionäre Verwandtschaft der Plastiden zu Gloeomargarita lithophora, vielleicht in der Form einer direkten Divergenz, von großer Bedeutung für die Evolutionsgeschichte der Photosynthese.
Gloeomargarita scheint mit einem (basalen) Zweig der Gattung Synechococcus verwandt zu sein.
Ein ähnliches endosymbiotisches Ereignis fand vor etwa 500 Millionen Jahren statt, wobei ein weiteres Synechococcus-verwandtes Bakterium zum photosynthetisch aktiven Organell (Chromatophor) in Paulinella chromatophora wurde.

## Arten
Die Gattung ist monotypisch (Stand 1. Juni 2021). Die einzige in der AlgaeBase registrierte Art ist:
- Gloeomargarita lithophora Moreira et al. (Typus)

## Beschreibung

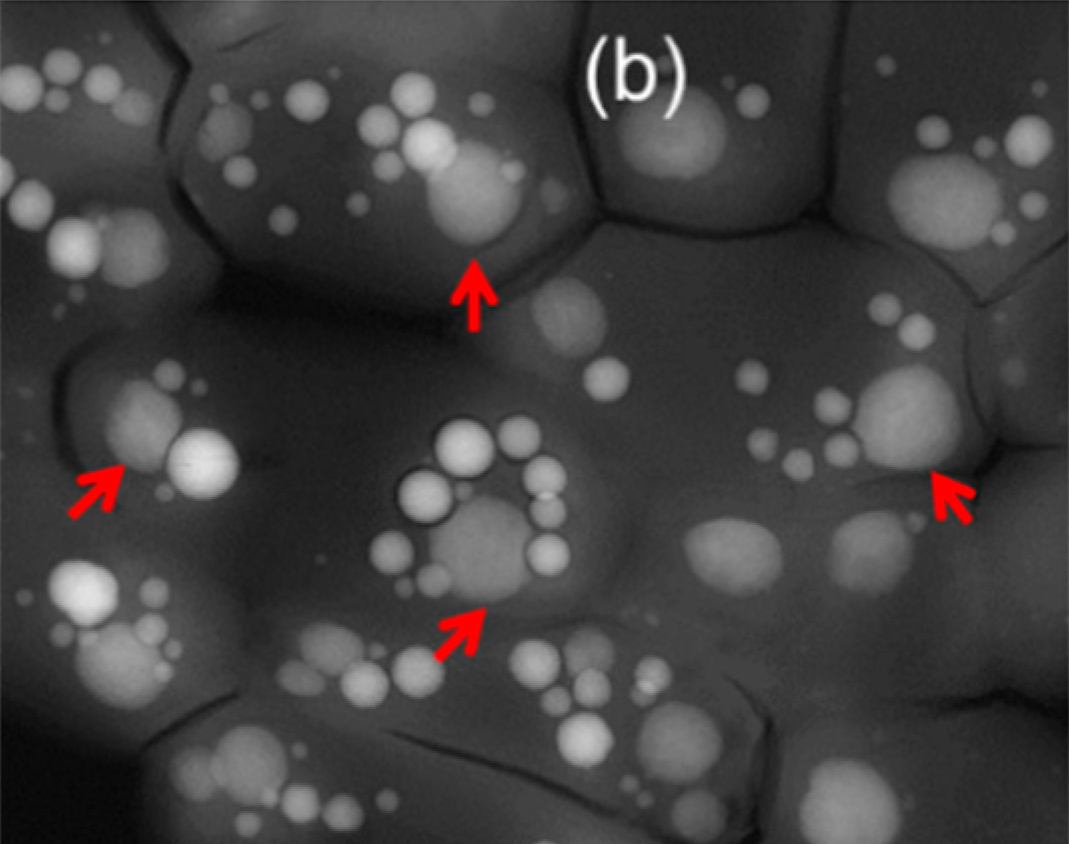
Räumliche Beziehungen zwischen Karbonat- und Polyphosphateinschlüssen innerhalb von G. lithophora C7. Die Pfeile mit roter Linie zeigen Polyphosphateinschlüsse in der Nähe von Karbonateinschlüssen an, die manchmal Karbonateinschlüsse umschließen.

G. lithophora wurde erstmals 2007 aus Mikrobiolat-Proben aus dem alkalischen Maarsee von Alchichica (Lake Alchichica 19,4167° N, 97,4° W, in Puebla, Zentralmexiko, dort im endorheischen – abflusslosen – Becken des Oriental Basins) isoliert. Diese Proben wurden in einem Laboraquarium gehalten. G. lithophora wurde aus einem Biofilm isoliert, der sich im Aquarium aus dem Probenmaterial entwickelte.
G. lithophora sind gram-negative, einzellige Stäbchen mit aerobem, photoautotrophem Stoffwechsel und gleitender Motilität. Sie enthalten Chlorophyll a und Phycocyanin und photosynthetische Thylakoide, die sich in der Peripherie befinden.
Die Zellen sind im Durchschnitt 1,1 μm breit und 3,9 μm lang.
Das Wachstum erfolgte sowohl in festen und flüssigen BG-11-Wachstumsmedien (BG-11-Salzlösung finden auch Verwendung für die Kultivierung von Synechocystis sp. PCC 6803 und Synechococcus elongatus.)
als auch in alkalischem Wasser. Die optimale Wachstumstemperatur liegt bei 25 °C und der optimale Wachstums-pH-Wert bei 8.0-8,5.

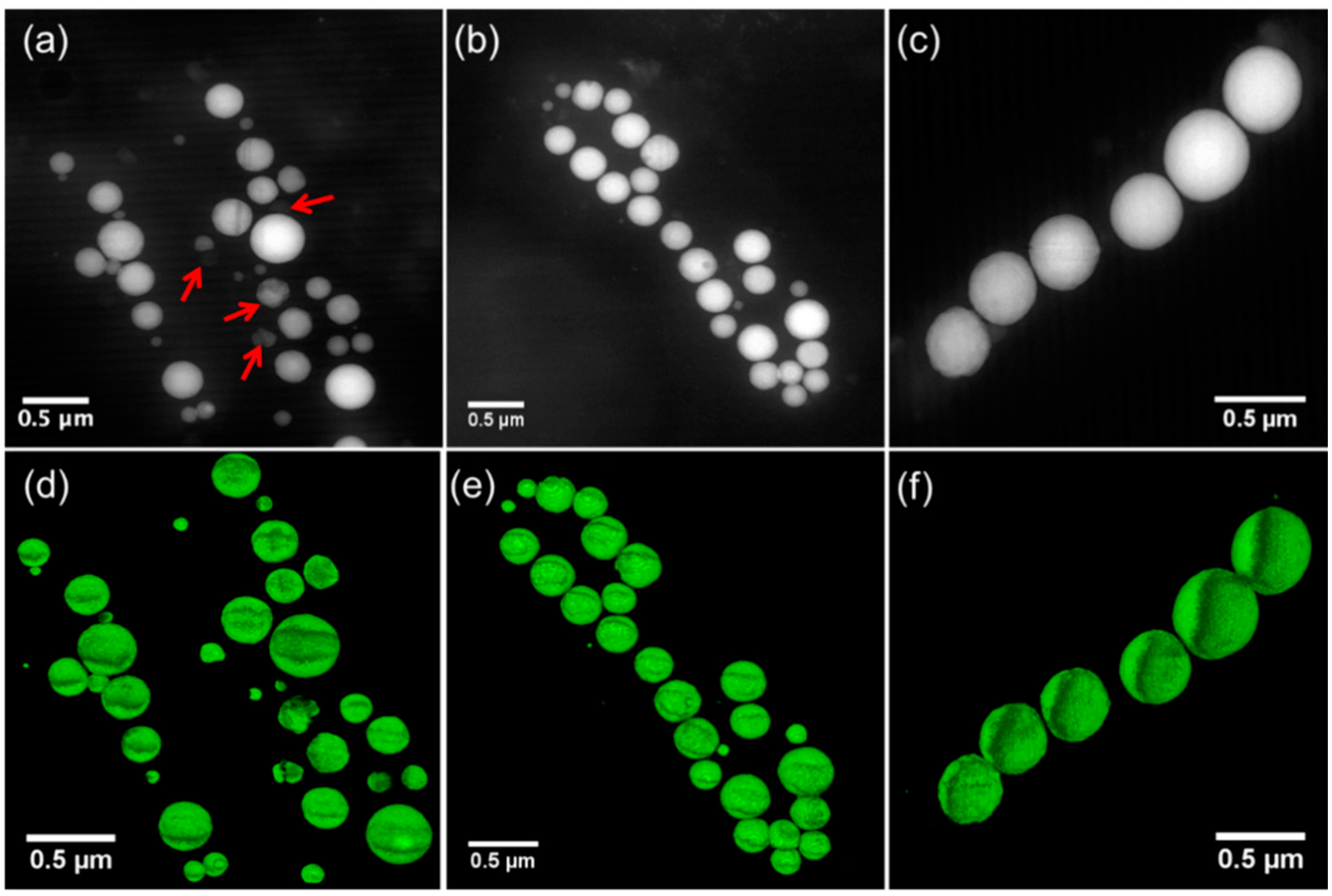
HAADF-STEM-Tomographie von Gloeomargarita lithophora C7. (a-c) HAADF-STEM-Bilder von C7-Zelle(n), die in BG-11 (a) oder im Aquarium (b, c) gewachsen sind. (d-f) 3D-Visualisierung der Rekonstruktion aus den in (a-c) gezeigten Karbonat-Einschlüssen. Die roten Pfeile zeigen Polyphosphat-Einschlüsse an.

In den Zellen lassen sich ähnlich wie bei Synechococcus calcipolaris G9 sowohl Karbonat- als auch Polyphosphat-Einschlüsse nachweisen. Das deutet darauf hin, dass diese Cyanobakterien in der Lage sind, Stromatolithen zu bilden.

## Anwendungen
Es gibt Hinweise darauf, dass G. lithophora als biologischer Puffer dienen könnte, um mit Strontium oder Barium kontaminiertes Wasser zu behandeln, was eine nützliche Anwendung der Bioremediation sein könnte.